# Hellen Kimaiyo Kipkoskei
Hellen Kimaiyo Kipkoskei (* 8. September 1968 in Moiben, Provinz Rift Valley) ist eine ehemalige kenianische Langstreckenläuferin.

## Leben
Bereits mit 15 Jahren startete sie bei den Olympischen Spielen 1984 in Los Angeles über 3000 m, schied aber im Vorlauf aus.
Im Jahr darauf gewann sie bei den Leichtathletik-Afrikameisterschaften 1985 Gold über 3000 m und Bronze über 1500 m. Bei den Panafrikanischen Spielen 1987 folgte Silber über 3000 m und bei den Leichtathletik-Afrikameisterschaften 1989 in Lagos Gold über 3000 m und Silber über 1500 m. 1992 wurde sie bei den Olympischen Spielen in Barcelona Neunte über 10.000 m.
Dreimal in Folge war sie bei den Crosslauf-Weltmeisterschaften Teil des siegreichen kenianischen Teams: 1992 als Elfte und 1993 sowie 1994 als Zwölfte.
In den 1990er Jahren war sie auch im Straßenlauf erfolgreich. Sie stellte 1993 bei der Corrida Internacional de São Silvestre den aktuellen Streckenrekord auf und gewann von 1993 bis 1995 dreimal in Folge den Dam tot Damloop. Außerdem siegte sie beim Silvesterlauf Trier 1991 und beim Zevenheuvelenloop 1995. 1995 wurde sie Vierte bei der Route du Vin, 1997 Zehnte beim London-Marathon, 1998 Dritte beim Los-Angeles-Marathon sowie Vierte beim Amsterdam-Marathon und 2000 Dritte beim Rock ’n’ Roll Marathon sowie Elfte beim New-York-City-Marathon.

## Persönliche Bestzeiten
- 3000 m: 8:55,05 min, 31. August 1992, Belfast
- 5000 m: 15:19,20 min, 4. September 1992, Turin
- 10.000 m: 31:38,91 min, 7. August 1992, Barcelona
- 10-km-Straßenlauf: 30:52 min, 4. Juli 1996, Atlanta
- Halbmarathon: 1:09:13 h, 24. September 1995, Grevenmacher
- Marathon: 2:29:45 h, 13. April 1997, London